# Вальтер Бонатті

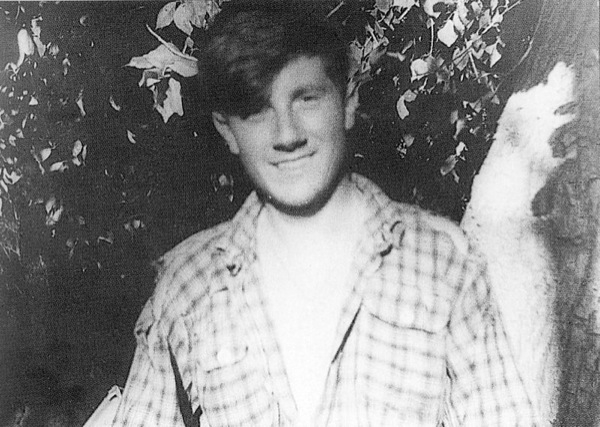
Вальтер Бонатті на церемонії вручення Золотого льодоруба, Курмайор, 2009. Фото А.Піунової, (MountainRu)

Вальтер Бонатті (італ. Walter Bonatti; нар. 22 червня 1930, Бергамо, Італія — пом. 13 вересня 2011, Рим) — знаменитий італійський альпініст.
Народився в Бергамо, Ломбардія. Є родоначальником нового стилю в альпінізмі, який характеризується проходженням найскладніших маршрутів у горах найчастіше в поодинці. Отримав неофіційне звання «Альпініст № 1» в п'ятдесяті — шістдесяті роки XX століття.

## Альпіністські досягнення
Свою альпіністську кар'єру він розпочав в околицях Лєкко, на скелях Гриньї, де, будучи 19-річним юнаком, він пройшов ряд складних маршрутів:
- 1948 — на вершину Гриньї поблизу Лєкко.
- 1949 — пройшов ряд найскладніших маршрутів на крутих альпійських стінах: Диретиссіму на Кроц дель Альтиссімо в районі Бренти, Кассіна на ПівнС стіні Піц Баділле, Кассіна на З стіні Егюїй нор ді П'єтрі, Вокрер на Півн стіні Гран Жорасу.
- 1950 — три маршрути по східній стіні Монблану (Соло-сходження) (Альпи).
- 1951 — першосходження по Схід стіні Гран-Капуцину (Альпи).

У 1954 році у віці 24 роки він отримав запрошення в італійську експедицію на Чогорі (К2). У ході цієї експедиції йому довелося провести холодну ночівлю на висоті 8100 м разом з пакистанцем Аміром Махді. Вони несли запас кисню для сходження на вершину і не змогли знайти намет, який, як виявилося згодом, було поставлено Ліно Лачеделлі і Акілле Компаньоні не в тому місці, де було обговорено. На крики Бонатті і Махді вони не відреагували, і ті були змушені ночувати просто неба, в екстремальних умовах. Бонатті зумів пережити цю ніч відносно благополучно (що само по собі є подвигом), а його супутник Махді відморозив всі пальці на руках і ногах. Наступного дня Лачеделлі і Компаньоні за допомогою занесеного Бонатті і Махді кисню успішно зробили першосходження на другу за висотою вершину світу і увійшли в аннали історії як герої. А Бонатті замість того, щоб приєднатися до першосходжувачів, був змушений спускати обмороженого Аміра Махді вниз. Цю трагічну історію Вальтер Бонатті не зміг забути все життя. За його словами, тієї ночі він втратив віру в людей, що оточували його, що наклало свій відбиток на все наступне за цим альпіністське життя.
Повернувшись з експедиції, в 1954 році він здійснює перше зимове сходження по північній стіні Гран-Жорасу. На наступний рік він здійснює надскладне сходження по західній стіні Пті-Дрю поодинці, що викликало величезний резонанс в альпіністських колах.
У наступні роки він здійснив ряд яскравих сходжень у різних гірських районах:
- 1956 — Патагонія (Аргентина), першосходження на Серро-Морено — Серро-Лука я Серро-Адела і перша спроба сходження на Серро-Торре разом з Карло Маурі.
- 1956 — Каракорум — першосходження на Гашербрум IV (7980 м) разом з Карло Маурі.
- 1957—1964 — подорожі світом.
- 1965 — соло, Маттерхорн, зима, першопроходження (Альпи). Протягом п'яти днів всі інформаційні агентства Європи вели репортажі з Церматту про це сходження, тримаючи сотні тисяч слухачів у напрузі. Сер Френсіс Чичестер, який здійснив навколосвітнє плавання на яхті поодинці, висловив з цього приводу таке: «Не фізична сила і не відточена альпіністська техніка є запорукою успіхів Вальтера Бонатті, а тільки його прямолінійний характер і найглибші вольові резерви!». Дев'ять років по тому Райнгольд Месснер змушений був відступити на цьому маршруті, незважаючи на те, що він ішов не один. Його слова: «Те, що ця людина зробила тут поодинці, лежить вже за межею можливого, це просто фантастика!»

## Подорожі
У 35 років, перебуваючи в зеніті слави, Бонатті несподівано припиняє активно ходити в гори, перемикається на журналістику, подорожі, фотографію, у співавторстві з Оленою Труа пише книги, вибирає в супутниці життя одну з найдосконаліших жінок Італії — актрису  Россанну Подеста.
Відповідь на питання чому він так несподівано відвернувся в 1965 році від великого альпінізму, Бонатті дав наступним чином: «Це не було несподіванкою. Я перебував у ролі вовка, загнаного частиною альпіністських кіл та вуличної пресою, але навіть не це стало поштовхом до прийняття рішення. Головне було те, що я просто більше не знав чого більшого можна досягти з тим спорядженням і тією технікою лазіння, якою я володів в Альпах — а для перенесення своєї активності в Гімалаї у мене просто не було грошей»
Бонатті почав подорожувати і вивчати найвіддаленіші місця на Землі. Він багато разів публікувався в італійському ілюстрованому журналі « Epoca», чим завоював популярність і визнання як талановитий письменник і фотограф. Пригоди в самих диких країнах, найчастіше поодинці, і без будь-якої зброї, було нічим іншим, як послідовним продовженням його альпіністської моралі. Поряд з  Африкою,  Антарктидою і  Океанією, він побував і на полюсі холоду в Оймяконі в Сибіру, привізши як сувенір, шапку-вушанку. Він дуже тепло відгукувався про людей, здатних жити навіть там, де видихувана волога тут же опускається на плечі шелесткими кристалами.
Подорожуючи по всьому світу він відповідає своїм опонентам, які критикують його за відхід: «Замість того, щоб використовувати гори як інструмент для розширення наших горизонтів, багато представників альпіністських кіл бачать ТІЛЬКИ гори; вони добровільно натягують на очі шори. Як шкода, що вони стають настільки байдужими, адже саме постійний контакт з природою і пов'язане з цим сприйняття може приносити стільки приємних і несподіваних моментів у житті альпініста. Ні ж, вони говорять тільки про гори, бачать тільки гори, не бачачи за ними ні людей, ні природи. Гори потрібні людині так само, як спорт, так само, як мистецтво для вивищення над самим собою!»
До його найдорожчих людей належить, в першу чергу, італійська актриса, а за сумісництвом і дружина — Россана Подеста. Після багатьох років, прожитих в Мілані і Римі, він повернувся до своїх гір молодості в Лєкко.
Помер 13 вересня 2011 р. в своєму будинку в Римі.

## Нагороди
- Великий хрест ордена За заслуги перед Італійською Республікою (з 2001 року) 2004 р. Орден «За заслуги перед Італійською Республікою»
- Командор ордена Почесного легіону 2002 р.  Командор ордена Почесного легіону
- Інші нагороди:
Золота медаль, срібна медаль, бронзова медаль Італійської республіки
Золота медаль Ради Європи
Велика премія Академії спорту (Париж)
Золота медаль «За досягнення в спорті», Італія
- Нагороди за журналістські репортажі та фоторепортажі:
Золотий об'єктив (Die Goldene Blende), 1971, 1973, Штуттгарт, Німеччина
Нагорода за найкращий репортаж, Нью-Йорк, 1971

- 2009 рік. Вальтер Бонатті першим отримує альпіністську нагороду «Золотий льодоруб» (Piolet d'Or) у новій номінації «За досягнення всього життя»[8].

## Книги
Альпіністські книги:
- Le Mie Montagne (My Mountains), Walter Bonatti, Bologna: Zanichelli, 1961
- I Giorni Grandi (The Great Days), Walter Bonatti, Verona: Arnoldo Mondadori Editore, 1971
- Magia del Monte Bianco (Magic of Mont Blanc), Walter Bonatti, Como: Massimo Baldini Editore, 1984
- Processo al K2 (Trial on K2), Walter Bonatti, Como: Massimo Baldini Editore, 1985
- La Mia Patagonia (My Patagonia), Walter Bonatti, Como: Massimo Baldini Editore, 1986
- Un Modo di Essere (A way of Living), Walter Bonatti, Milan: dall'Oglio Editore, 1989
- K2-Storia di un Caso (K2 — The Story of a Court Case), Walter Bonatti, Bergamo: Ferrari Editrice, 1995
- Montagne di Una Vita (Mountains of a Life), Walter Bonatti, Milan: Baldini & Castoldi, 1995
- K2-Storia di un Caso (K2 — The Story of a Court Case), Walter Bonatti, 2d ed. Milan: Baldini & Castoldi, 1996
- The Mountains of my Life, Walter Bonatti, Modern Library, 2001. ISBN 0-375-75640-X
- K2. La verità. 1954—2004, Walter Bonatti, 2005, Baldini Castoldi Dalai editore. ISBN 88-8490-845-0.
- K2. Lies and Treachery, Robert Marshall, 2009, Carreg Ltd. UK. ISBN 978-0-9538631-7-4.

Інші:
- On the Heights. Hart-Davis, 1964. ISBN B0000CMDRK
- Magic of Mont Blanc. Gollancz, 1985. ISBN 0-575-03560-9
- K2 (Italian). Baldini e Castoldi, 1998. ISBN 88-8089-072-7